# Theo Ratliff
Theophilus Curtis Ratliff, detto Theo (Demopolis, 17 aprile 1973), è un ex cestista statunitense, professionista nella NBA.

## Carriera
Dopo aver frequentato il college nel Wyoming, venne chiamato al draft NBA del 1995 dai Detroit Pistons. Nel 1997 passa ai Philadelphia 76ers, coi quali sale alla ribalta fra i migliori lunghi della Eastern Conference, venendo eletto come titolare per l'All-Star Game del 2001 (numericamente la sua migliore stagione della carriera). Quello stesso anno i 76ers (trascinati dall'MVP stagionale Allen Iverson) raggiungono le finali NBA (perdendole 1-4 dai Lakers di O'Neal e Bryant), ma Ratliff salta tutti i play-off causa infortunio. Nell'estate 2001 passa agli Atlanta Hawks, dove rimane fino al febbraio 2004 quando approda ai Portland Trail Blazers. Nel 2007, ormai in declino fisico a causa dei molti infortuni di cui è continuamente vittima, firma con i Boston Celtics, scambiato nel 2008 ai Minnesota Timberwolves nell'affare che coinvolse lo spostamento di Kevin Garnett. Ormai adattato al suo nuovo ruolo di veterano gregario, a metà stagione fa ritorno ai Pistons, mentre nel 2009 firma un contratto annuale con Philadelphia. L'anno successivo, divenuto free agent, è ingaggiato dai San Antonio Spurs. Il 18 febbraio 2010, ultimo giorno di mercato NBA, viene ceduto ai Charlotte Bobcats per una scelta futura.
Scaduto il contratto con i Bobcats, il 22 luglio 2010 firma per i campioni NBA in carica, i Los Angeles Lakers.

## Statistiche

### College
| Anno      | Squadra         | PG  | PT | MP   | TC%  | 3P%  | TL%  | RP  | AP  | PRP | SP  | PP   |
| --------- | --------------- | --- | -- | ---- | ---- | ---- | ---- | --- | --- | --- | --- | ---- |
| 1991-1992 | Wyoming Cowboys | 27  | -  | 11,0 | 43,8 | -    | 58,3 | 2,0 | 0,3 | 0,3 | 1,6 | 1,8  |
| 1992-1993 | Wyoming Cowboys | 28  | 20 | 29,4 | 53,8 | 0,0  | 51,7 | 6,2 | 0,3 | 0,5 | 4,4 | 9,2  |
| 1993-1994 | Wyoming Cowboys | 28  | 28 | 31,9 | 56,9 | 0,0  | 64,9 | 7,8 | 1,0 | 0,9 | 4,1 | 15,4 |
| 1994-1995 | Wyoming Cowboys | 28  | 28 | 32,6 | 54,4 | 20,0 | 63,3 | 7,5 | 1,1 | 0,6 | 5,1 | 14,4 |
| Carriera  | Carriera        | 111 | 76 | 26,4 | 54,7 | 14,3 | 60,8 | 5,9 | 0,7 | 0,6 | 3,8 | 10,3 |

### NBA

#### Regular Season
| Anno      | Squadra             | PG  | PT  | MP   | TC%  | 3P% | TL%  | RP  | AP  | PRP | SP  | PP   |
| --------- | ------------------- | --- | --- | ---- | ---- | --- | ---- | --- | --- | --- | --- | ---- |
| 1995-1996 | Detroit Pistons     | 75  | 2   | 17,4 | 55,7 | 0,0 | 70,8 | 4,0 | 0,2 | 0,2 | 1,5 | 4,5  |
| 1996-1997 | Detroit Pistons     | 76  | 38  | 17,0 | 53,1 | -   | 69,8 | 3,4 | 0,2 | 0,4 | 1,5 | 5,8  |
| 1997-1998 | Detroit Pistons     | 24  | 12  | 24,4 | 51,4 | -   | 68,3 | 5,0 | 0,6 | 0,5 | 2,3 | 6,5  |
| 1997-1998 | Philadelphia 76ers  | 58  | 55  | 32,1 | 51,2 | -   | 70,6 | 7,3 | 0,7 | 0,7 | 3,5 | 11,2 |
| 1998-1999 | Philadelphia 76ers  | 50  | 50  | 32,5 | 47,0 | -   | 72,5 | 8,1 | 0,6 | 0,9 | 3,0 | 11,2 |
| 1999-2000 | Philadelphia 76ers  | 57  | 56  | 31,5 | 50,3 | -   | 77,1 | 7,6 | 0,6 | 0,6 | 3,0 | 11,9 |
| 2000-2001 | Philadelphia 76ers  | 50  | 50  | 36,0 | 49,9 | -   | 76,0 | 8,3 | 1,2 | 0,6 | 3,7 | 12,4 |
| 2001-2002 | Atlanta Hawks       | 3   | 2   | 27,3 | 50,0 | -   | 54,5 | 5,3 | 0,3 | 0,3 | 2,7 | 8,7  |
| 2002-2003 | Atlanta Hawks       | 81  | 81  | 31,1 | 46,4 | -   | 72,0 | 7,5 | 0,9 | 0,7 | 3,2 | 8,7  |
| 2003-2004 | Atlanta Hawks       | 53  | 52  | 31,1 | 45,8 | -   | 65,3 | 7,2 | 1,0 | 0,6 | 3,1 | 8,3  |
| 2003-2004 | Portland T. Blazers | 32  | 31  | 31,8 | 54,0 | -   | 62,9 | 7,3 | 0,6 | 0,8 | 4,4 | 7,3  |
| 2004-2005 | Portland T. Blazers | 63  | 45  | 27,5 | 44,7 | -   | 69,2 | 5,3 | 0,5 | 0,4 | 2,5 | 4,8  |
| 2005-2006 | Portland T. Blazers | 55  | 19  | 23,7 | 57,1 | -   | 65,1 | 5,1 | 0,5 | 0,3 | 1,6 | 4,9  |
| 2006-2007 | Boston Celtics      | 2   | 2   | 22,0 | 33,3 | -   | 75,0 | 3,5 | 0,0 | 0,5 | 1,5 | 2,5  |
| 2007-2008 | Minnesota T'wolves  | 10  | 6   | 21,4 | 51,1 | 0,0 | 68,0 | 3,9 | 0,7 | 0,3 | 1,9 | 6,3  |
| 2007-2008 | Detroit Pistons     | 16  | 3   | 13,9 | 45,0 | -   | 66,7 | 3,1 | 0,4 | 0,3 | 1,1 | 3,0  |
| 2008-2009 | Philadelphia 76ers  | 46  | 0   | 12,6 | 53,1 | -   | 60,0 | 2,8 | 0,2 | 0,4 | 1,0 | 1,9  |
| 2009-2010 | San Antonio Spurs   | 21  | 3   | 8,7  | 44,4 | -   | 50,0 | 1,9 | 0,4 | 0,1 | 0,9 | 1,6  |
| 2009-2010 | Charlotte Bobcats   | 28  | 26  | 22,3 | 46,6 | -   | 78,3 | 4,2 | 0,6 | 0,3 | 1,5 | 5,1  |
| 2010-2011 | L.A. Lakers         | 10  | 0   | 7,1  | 16,7 | -   | 0,0  | 1,3 | 0,3 | 0,2 | 0,5 | 0,2  |
| Carriera  | Carriera            | 810 | 533 | 25,3 | 49,6 | 0,0 | 71,0 | 5,7 | 0,6 | 0,5 | 2,4 | 7,2  |

#### Playoffs
| Anno     | Squadra            | PG | PT | MP   | TC%  | 3P% | TL%  | RP  | AP  | PRP | SP  | PP   |
| -------- | ------------------ | -- | -- | ---- | ---- | --- | ---- | --- | --- | --- | --- | ---- |
| 1996     | Detroit Pistons    | 1  | 0  | 4,0  | -    | -   | -    | 0,0 | 0,0 | 0,0 | 0,0 | 0,0  |
| 1997     | Detroit Pistons    | 3  | 0  | 6,0  | 75,0 | -   | 50,0 | 1,3 | 0,3 | 0,3 | 1,3 | 2,7  |
| 1999     | Philadelphia 76ers | 7  | 7  | 29,1 | 46,5 | -   | 57,9 | 7,3 | 0,9 | 0,7 | 2,6 | 7,3  |
| 2000     | Philadelphia 76ers | 10 | 10 | 37,4 | 47,5 | -   | 72,3 | 7,9 | 0,9 | 1,0 | 3,0 | 13,0 |
| 2008     | Detroit Pistons    | 12 | 0  | 10,9 | 50,0 | -   | 50,0 | 2,3 | 0,1 | 0,1 | 0,9 | 1,3  |
| 2009     | Philadelphia 76ers | 6  | 0  | 15,7 | 81,8 | -   | 50,0 | 3,8 | 0,0 | 0,2 | 0,7 | 3,3  |
| 2010     | Charlotte Bobcats  | 4  | 4  | 11,8 | 37,5 | -   | 50,0 | 0,8 | 0,3 | 0,5 | 0,0 | 1,8  |
| 2011     | L.A. Lakers        | 1  | 0  | 1,0  | -    | -   | -    | 1,0 | 0,0 | 0,0 | 0,0 | 0,0  |
| Carriera | Carriera           | 44 | 21 | 19,8 | 49,7 | -   | 64,3 | 4,3 | 0,4 | 0,5 | 1,5 | 5,3  |

## Palmarès
- 2 volte NBA All-Defensive Second Team (1999, 2004)
- NBA All-Star (2001)
- 3 volte miglior stoppatore NBA (2001, 2003, 2004)
- Ventunesimo miglior stoppatore di sempre NBA